# Monumento al foguerer
El Monumento al Foguerer es un conjunto escultórico urbano localizado en la plaza de España de la ciudad española de Alicante, en homenaje a las personas que trabajan por las fiestas de las Hogueras de San Juan.
Fue realizado por el escultor alicantino José Gutiérrez Carbonell en 1982 en hormigón, piedra y mármol e incluye las figuras de un hombre, una mujer y un niño, todas ellas realizadas en bronce. El monumento muestra una inscripción haciendo referencia a su dedicación. Sus dimensiones son de 6,50 × 2,70 × 3,40 m.